# Jevon Carter

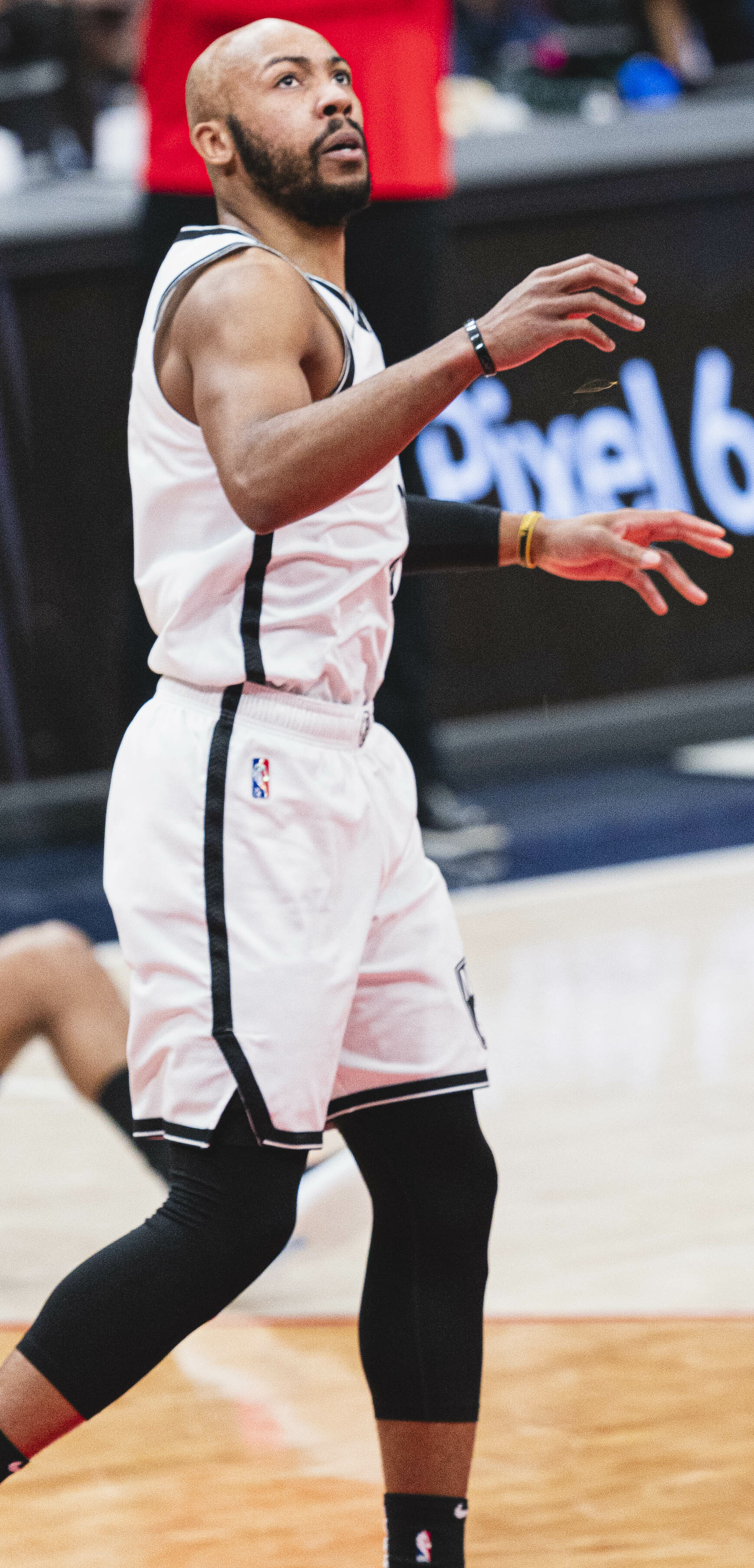
Jevon Carter, 2022.

Leroy Jevon Carter, född 14 september 1995 i Oak Park i Illinois, är en amerikansk professionell basketspelare (PG) som spelar för Chicago Bulls i National Basketball Association (NBA). Han har tidigare spelat för Memphis Grizzlies, Phoenix Suns, Brooklyn Nets och Milwaukee Bucks.
Carter draftades av Memphis Grizzlies i andra rundan i 2018 års draft som 32:a spelare totalt.
Innan han blev proffs studerade Carter vid West Virginia University och spelade för deras idrottsförening West Virginia Mountaineers.